# Autofagie (Star Trek: Voyager)
„Autofagie” (titlu original: „Phage”) este al 5-lea episod din primul sezon al serialului TV american SF Star Trek: Voyager. A avut premiera la 6 februarie 1995  pe canalul UPN.

## Prezentare
O specie care recoltează organe, cunoscută sub numele de Vidiiani, fură plămânii talaxianului Neelix, lăsându-l să moară.  

## Rezumat
O echipă de cercetare este teleportată într-o rețea de caverne dintr-un planetoid pentru a căuta depozite de dilitiu. În timpul cercetării, Neelix este atacat de un extraterestru nedetectat anterior și este lăsat într-o stare de șoc. El este teleportat direct către infirmeria navei, unde se descoperă că plămânii lui au fost teleportați din corpul său. Holograma medicală de urgență îl menține în viață, proiectând o pereche de plămâni holografici, folosind emițători holografici. Ca rezultat, Neelix trebuie să rămână absolut nemișcat, capabil doar să vorbească, pentru tot restul vieții sau până când plămânii lui adevărați sunt recuperați.
O altă misiune este organizată rapid pentru a-l găsi pe cel care l-a atacat și pentru a recupera plămânii lui Neelix. Se întorc pe planetoid și descoperă o instalație extraterestră cu o tehnologie sofisticată și ajung la concluzia că instalația este utilizată pentru a depozita material organic, în special organe respiratorii. Extratereștrii scapă de pe planetoid cu o navă, iar Voyager îi urmărește cu aceeași viteză. În cele din urmă, Voyager descoperă două forme de viață extraterestre la bordul navei, vidiieni, o rasă extraterestră care suferă de generații de o boală incurabilă numită Phage. Vidiienii recoltează organe de la alte rase pentru a le înlocui pe ale lor, în încercarea de a depăși degenerarea cauzată de boală. Ei preferă să recolteze de la morți, dar când situația o cere procedează ca în cazul lui Neelix.
Plămânii lui Neelix au fost deja transplantați într-unul dintre extratereștri, iar obligațiile etice ale căpitanului Kathryn Janeway o obligă să-i lase să plece, mai degrabă decât să-e condamne la moarte prin recuperarea plămânilor. Ca răspuns la clemența ei, extratereștrii se oferă să-l ajute pe Neelix și să ofere expertiza necesară pentru a efectua un transplant de la un alt membru al echipajului, o procedură pe care Holograma Medicală a considerat-o inițial imposibilă din cauza incompatibilității anatomice. Datorită tehnologiei medicale superioare a străinilor, Neelix primește un plămân donat de partenera sa, Kes.